# Charles Mathiesen
Charles Mathiesen (n. 12 februarie 1911, Comuna Drammen, Buskerud, Norvegia – d. 7 noiembrie 1994, Comuna Drammen, Buskerud, Norvegia) a fost un patinator de viteză ce a reprezentat Norvegia, medaliat olimpic. A participat la 2 ediții ale Jocurilor Olimpice (1936, 1948) în care a câștigat o medalie de aur.